# Маккабиада

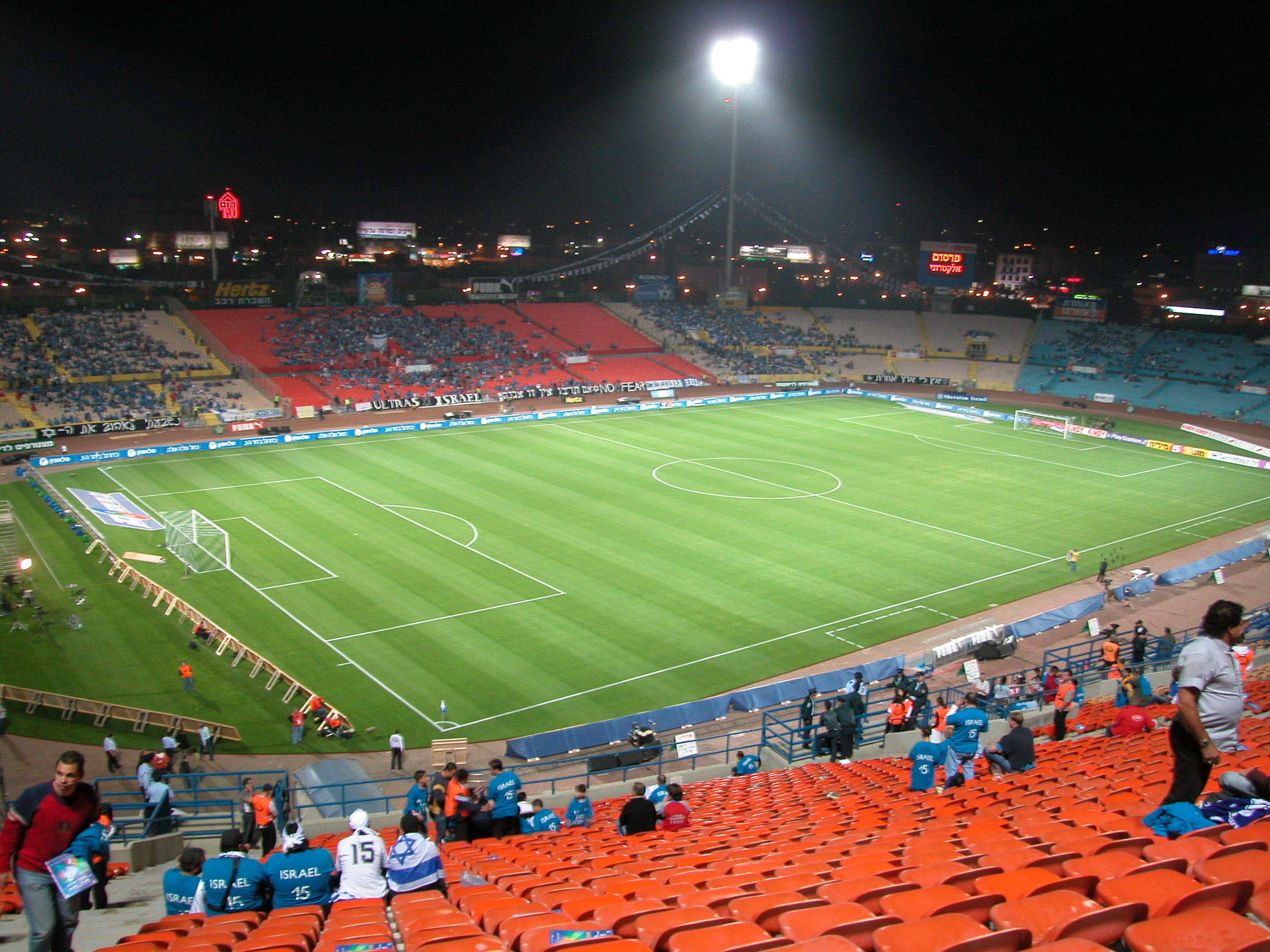
Стадион Рамат-Ган, на котором проводится открытие Маккабиад

Маккабиада, Маккабианские игры (ивр. מַכַּבִּיָּה‎) — международные спортивные соревнования по образцу Олимпийских игр, проводящиеся раз в четыре года в Израиле Всемирным спортивным обществом «Маккаби». Названа в честь Маккавеев (иврит: מכבים или מקבים, Макабим). Участвовать в Маккабиаде исторически могли только евреи, но в последние годы участие в ней могут принимать и граждане Израиля, принадлежащие к другим вероисповеданиям и этническим группам. Поднятие спортивного уровня еврейской молодежи и усиление чувства принадлежности к единому народу — заявленная цель проведения Маккабиады.

## История

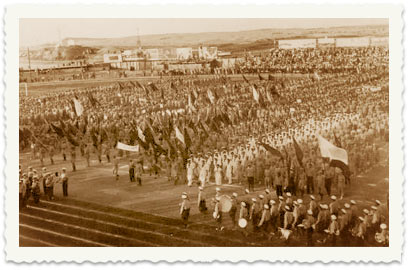
Первая Маккабиада

Идея еврейской олимпиады была впервые выдвинута одним из основателей и руководителей спортивного общества «Маккаби» Йосефом Иекутиэли. Иекутиэли выдвинул свой план на конгрессе Всемирного спортивного общества «Маккаби» в Остраве (Чехословакия) в 1929 году. План был принят, и 28 марта 1932 года в Тель-Авиве открылась первая Маккабиада, приуроченная к 1800- летию восстания Бар Кохбы. В ней приняли участие 500 спортсменов из 23 стран (по другим данным, 390 спортсменов из 14 стран). Маккабиаде предшествовали несколько рекламных велосипедных турне, целями которых были агитация потенциальных участников и сбор пожертвований. Маршрут первого турне, в 1930 году, пролёг между Тель-Авивом и Антверпеном. За время второго турне, 1931 года, были посещены Египет, Греция, Болгария, Сербия и Хорватия, Австрия, Германия, Франция, Великобритания и Ливан. К открытию Маккабиады было приурочено открытие первого в Палестине стадиона в Тель-Авиве. Игры открыл парад участников, возглавляемый лично мэром Тель-Авива Дизенгофом верхом на белом коне. Первые места в общем медальном зачёте завоевали делегации Польши, Австрии и США.
II Маккабиада была проведена в Палестине в 1935 году в качестве «еврейской альтернативы» Олимпийским играм 1936 года в нацистской Германии. Хотя первоначально планировалось, что Маккабиады будут проходить раз в четыре года, игры II Маккабиады были сдвинуты на год раньше. Причиной стало усиление позиций нацизма в Европе. В мероприятиях II Маккабиады приняли участие 1700 спортсменов-евреев из 27 стран (по другим данным, 1250 спортсменов из 28 стран, включая Германию). Среди участников II Маккабиады — чемпионка Олимпиады 1932 года в Лос-Анджелесе в метании диска Лилиан Коупленд.
Первые два места в общем медальном зачёте завоевали Австрия и Германия; команда ишува заняла общее третье место. Многие из участников (в том числе делегации Болгарии и Литвы — в полном составе) после игр нелегально остались в Палестине, что дало основание называть в дальнейшем II Маккабианские игры «Маккабиадой алии». Следствием этого также стало то, что III Маккабиада, запланированная на 1938 год, не состоялась из-за противодействия британских мандатных властей, опасавшихся продолжения нелегальной иммиграции зарубежных участников. Следующие Маккабианские игры прошли только в 1950 году в возрождённом Израиле при участии 800 еврейских спортсменов из 19 стран (страны Восточной Европы представлены не были). Эти игры, в отсутствие больного президента Израиля Хаима Вейцмана, открывал председатель кнессета Йосеф Шпринцак. К четырёхлетнему циклу проведение игр вернулось после IV Маккабиады, состоявшейся в 1953 году.
Израильские марки, выпущенные в честь Маккабианских игр
С 1960 года Маккабиады признаны МОК в качестве регионального спортивного мероприятия под эгидой МОК и международных спортивных федераций.
Начиная с VI Маккабиады участников игр размещают в специально для этого построенной «Маккабийской деревне» («Кфар ха-Маккабия», ивр. כפר המכביה‎). Также начиная с этой Маккабиады игры, до того проводившиеся в дни праздника Суккот, были перенесены на время летних каникул, чтобы облегчить возможность участия гостям из-за рубежа, в особенности студентам.

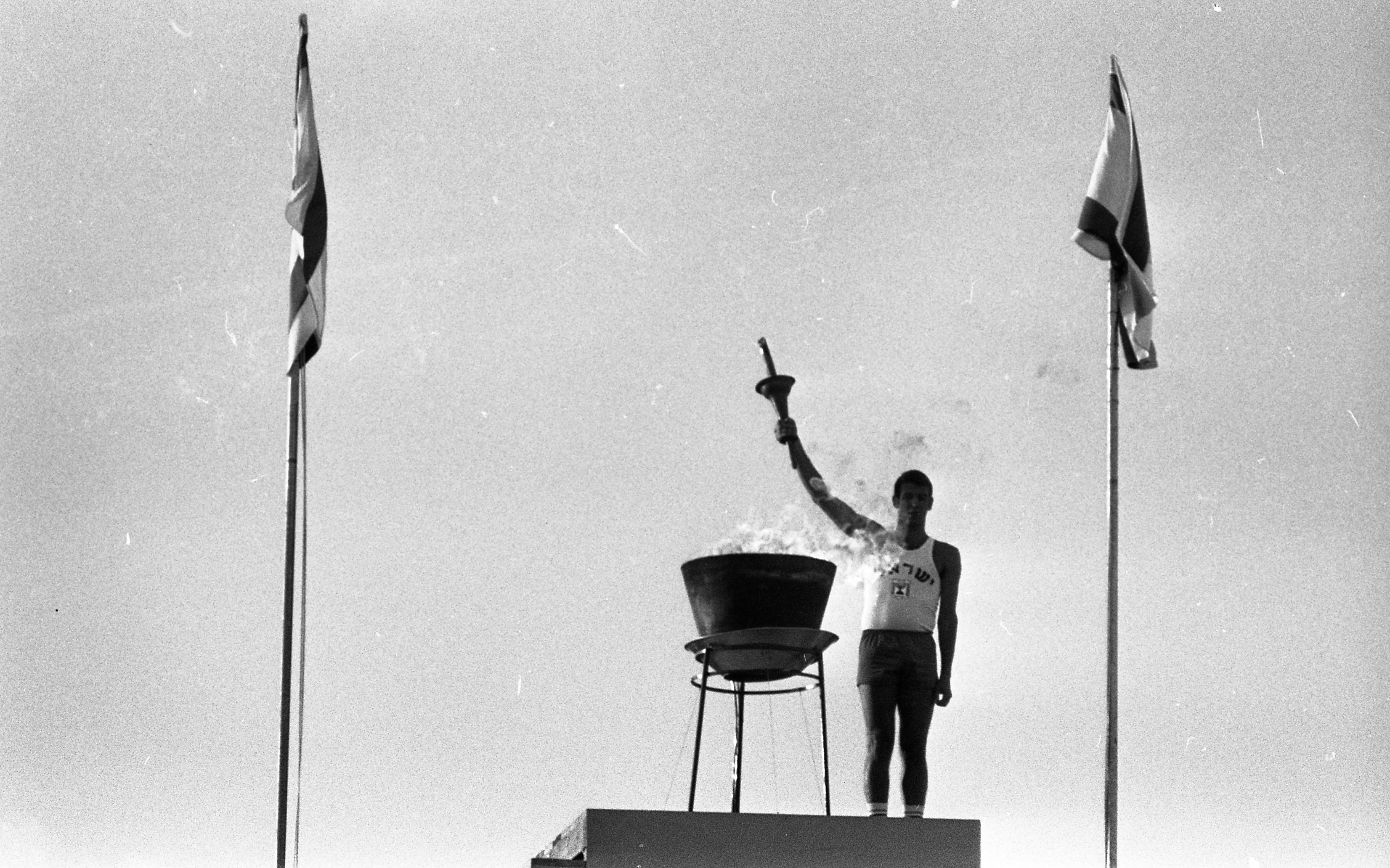
Футболист Амнон Авидан зажигает факел VIII Маккабиады

На VII Маккабиаде 1965 года пятнадцатилетний Марк Спитц, будущий девятикратный олимпийский чемпион Мехико и Мюнхена, завоёвывает 4 золотых медали в плавании. Часть баскетбольных и боксёрских матчей проходит в недавно построенном спорткомплексе «Яд-Элияху». За баскетбольную сборную США выступает Таль Броди, будущая звезда тель-авивского «Маккаби». Западногерманское телевидение сняло об этих играх документальный фильм «Еврейская Олимпиада», транслировавшийся в Австрии, Бельгии, Нидерландах, Франции и Швейцарии, но не в Израиле, где ещё не было телевидения.
IX Маккабиада, проходившая под знаком памяти об израильских спортсменах, убитых в теракте на Мюнхенской Олимпиаде, впервые в истории освещалась единственным на тот момент каналом израильского телевидения.
В играх Десятой Маккабиады впервые приняли участие свыше 2000 спортсменов, представлявших 33 страны. Эти игры стали рекордным по числу участников спортивным событием на Ближнем Востоке, и в дальнейшем число спортсменов на Маккабиадах продолжало расти.
XIII Маккабианские игры в 1989 году были ознаменованы расширением списка стран-участниц благодаря возвращению представителей стран социалистического лагеря.
Среди почётных гостей на открытии XIV Маккабиады — лично президент МОК Хуан Антонио Самаранч и актёр Роберт де Ниро. Число спортсменов-участников впервые превысило пять тысяч. Сборная Израиля, после многолетнего доминирования команд США, победила в общем медальном зачёте.

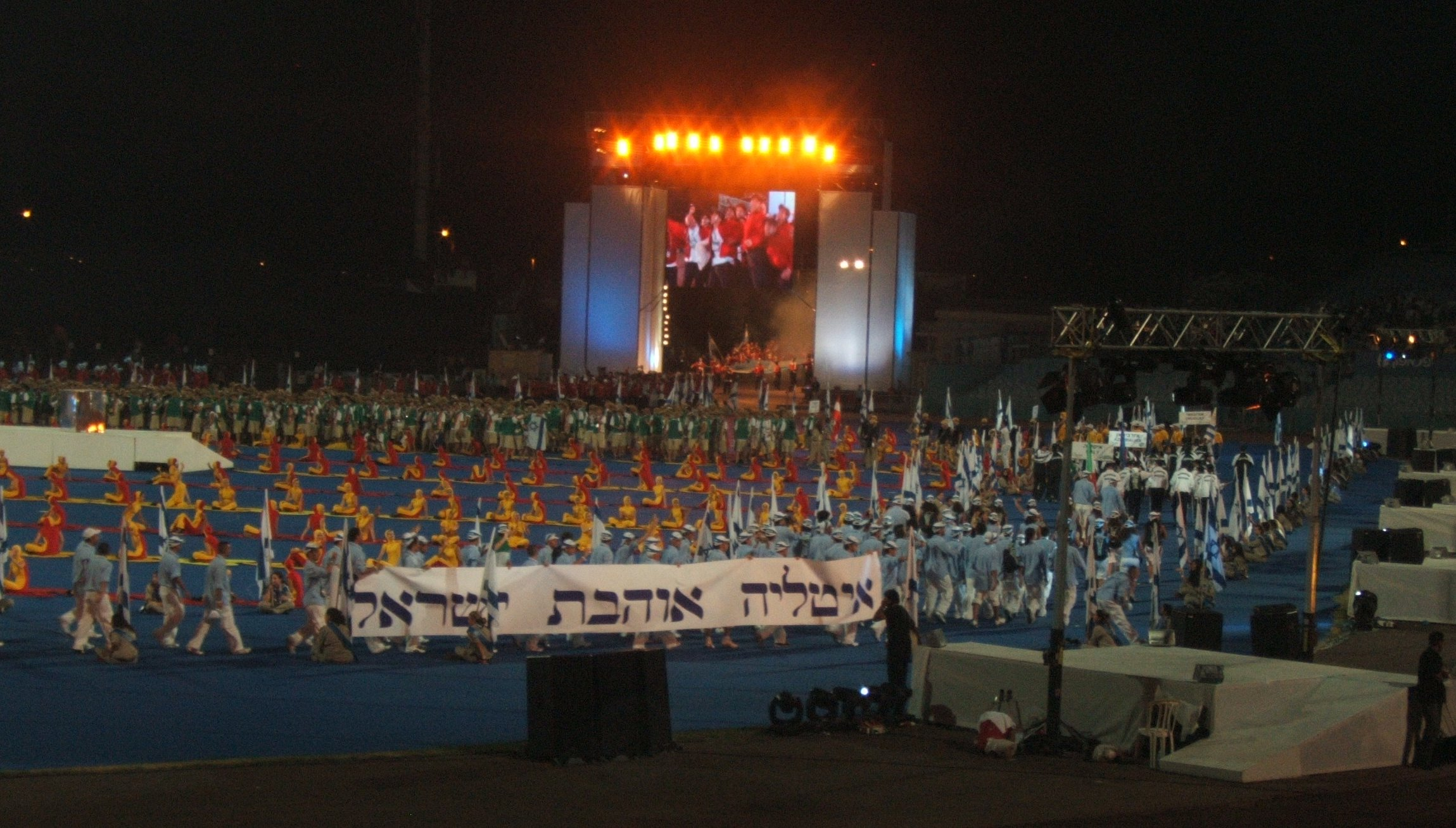
Церемония открытия XVII Маккабиады

XV Маккабиада вошла в историю как одна из трагических страниц в истории спорта в Израиле и Австралии. На церемонии открытия игр во время прохождения участников по пешеходному мосту через реку Яркон мост рухнул, и в результате погибли четыре члена австралийской делегации и десятки получили травмы различной степени тяжести.
С 13 по 23 июля 2009 года в Израиле проходила XVIII Маккабиада, в которой участвовали более 7300 спортсменов-евреев из 65 стран мира, а также 2000 атлетов из Израиля. Данное спортивное мероприятие стало самым большим за всю историю проведения. На церемонии открытия игр на стадионе Рамат-Гана присутствовало более 40000 зрителей.
XIX Маккабиада проходила в Израиле с 18 по 30 июля 2013 года
XX Маккабиада проходила в Израиле с 4 по 18 июля 2017 года.
XXI Маккабиада проходила в Израиле с 12 по 25 июля 2022 года.

## Организация
Маккабиады проходят только в Израиле и в настоящее время проводятся в трёх категориях: открытая категория, юниоры (с 1985 года) и мастера. В открытых Маккабианских играх может участвовать любой еврей и любой гражданин Израиля вне зависимости от этнической принадлежности и вероисповедания. В юниорских соревнованиях могут принимать участие юноши и девушки в возрасте 15—18 лет. Соревнования мастеров в свою очередь делятся на несколько возрастных категорий и предназначены для участников в более зрелом возрасте.
Соревнования проводятся в тех видах спорта, в которых представлены четыре и более (три и более для женских и юниорских соревнований) стран-участниц. Если в соревновании принимают участие только три спортсмена, бронзовая медаль не присуждается. В последние десятилетия, по мере того, как крупные еврейские клубы за рубежом переносят акцент со спорта достижений на массовое участие членов еврейских общин в спортивном досуге, на Маккабиадах возрастает число участников в неолимпийских видах спорта, таких, как боулинг, крикет, сквош и бридж.

## Знаменитые участники Маккабиад
Среди знаменитых спортсменов, участвовавших в Маккабиадах:
- В баскетболе — Таль Броди; олимпийский чемпион Монреаля Эрни Грюнфельд
- В вольной борьбе — чемпион Олимпиады 1948 года в Лондоне Генри Виттенберг
- В гимнастике — пятикратная олимпийская чемпионка, Агнеш Келети, уроженка Венгрии, эмигрировавшая в Австралию после венгерских событий 1956 года, а год спустя, после V Маккабиады, репатриировавшаяся в Израиль; олимпийский чемпион Барселоны Валерий Беленький; олимпийская чемпионка Атланты Керри Страг
- В лёгкой атлетике — Лилиан Коупленд; олимпийский чемпион Токио в эстафете 4×100 метров Джерри Эшворт; олимпийский чемпион Мехико в беге с препятствиями Амос Бивотт[источник не указан 761 день]
- В настольном теннисе — многократная чемпионка мира Анджелика Розяну
- В плавании — Марк Спитц; четырёхкратный чемпион Сиднея и Афин Ленни Крайзельбург; четырёхкратный олимпийский чемпион Сиднея, Афин и Пекина Джейсон Лезак; трёхкратный олимпийский чемпион Сиднея и Рио-де-Жанейро Энтони Эрвин и олимпийский чемпион Лондона Фабьен Жило[18]
- В теннисе — олимпийский чемпион Афин Николас Массу; обладательница двух Кубков Федерации и победительница показательного теннисного турнира на Олимпиаде в Мехико Джули Хелдман; призёр Сеула Брэд Гилберт; победитель более чем ста турниров в одиночном и парном разрядах Том Оккер
- В тяжёлой атлетике — чемпион Олимпиады 1948 года Фрэнк Спеллмен; олимпийский чемпион Мельбурна Айзек Бергер, побивший на Маккабиаде 1957 года мировой рекорд[19]
- В фехтовании — олимпийский чемпион Барселоны Вадим Гутцайт; олимпийский чемпион Атланты и Сиднея Сергей Шариков; олимпийская чемпионка Сиднея Марина Мазина
- В хоккее на траве — Олимпийская чемпионка Лос-Анджелеса Карина Беннинга
- В шахматах — вице-чемпион мира 2007 года Борис Гельфанд и обладательница высшего рейтинга ФИДЕ в мире среди женщин Юдит Полгар